# National Association 1872
National Association of Professional Base Ball Players 1872 var den anden sæson i baseballligaen National Association of Professional Base Ball Players. Ni hold deltog i ligaen, som for første gang blev vundet af Boston Red Stockings.

## Resultater
| Plac. | Hold                    | Kampe | Vundne | Uafgj. | Tabte | Proc.  |
| ----- | ----------------------- | ----- | ------ | ------ | ----- | ------ |
| 1.    | Boston Red Stockings    | 48    | 39     | 1      | 8     | 83,0 % |
| 2.    | Baltimore Canaries      | 58    | 35     | 4      | 19    | 64,8 % |
| 3.    | New York Mutuals        | 56    | 34     | 2      | 20    | 63,0 % |
| 4.    | Philiadelphia Athletics | 47    | 30     | 3      | 14    | 68,2 % |
| 5.    | Troy Haymakers          | 25    | 15     | 0      | 10    | 60,0 % |
| 6.    | Brooklyn Atlantics      | 37    | 9      | 0      | 28    | 24,3 % |
| 7.    | Cleveland Forest Citys  | 22    | 6      | 0      | 16    | 27,3 % |
| 8.    | Middletown Mansfields   | 25    | 5      | 0      | 19    | 20,8 % |
| 9.    | Brooklyn Eckfords       | 29    | 3      | 0      | 26    | 10,3 % |
| 10.   | Washington Olympics     | 9     | 2      | 0      | 7     | 22,2 % |
| 11.   | Washington Nationals    | 11    | 0      | 0      | 11    | 00,0 % |